# Уюкски хребет
Ую̀кският хребет (на руски: Ую̀кский хребет) е планински хребет в северната част на Република Тува, Русия в централната част на планинската система Западните Саяни.
Простира се от запад на изток на протежение около 120 km между Тувинската котловина на юг и Турано-Уюкската котловина на север. На северозапад се свързва с Куртушибинския хребет, а на изток завършва до долината на река Голям Енисей. Максимална височина връх Бура 2311 m (51°44′47″ с. ш. 92°52′43″ и. д. / 51.746389° с. ш. 92.878611° и. д.), в крайната му западна част. Изграден е основно от шисти, пясъчници, конгломерати и ефузивни скали. Вододелите му имат заоблен характер, а склоновете му са дълбоко разчленени от долините на реките. От него водят началото множество къси и бурни десни притоци на Енисей – Биче-Баян-Кол, Еербек, Баян-Кол, Ежим и др. и река Уюк (десен приток на Голям Енисей) и множество нейни десни притоци. Подножията му са заети от лесостепни ландшафти, които по северните му склонове се сменят с лиственични гори, преминаващи нагоре в кедрово-лиственична тайга. Голяма част от южните му склонове са заети от степна растителност.

## Топографски карти
- Топографска карта М-46; М 1:1 000 000[2]